# Alsóújlak
Alsóújlak è un comune dell'Ungheria di 621 abitanti (dati 2001). È situato nella contea di Vas.